# Quatorzième district congressionnel de Californie
 (juin 2022).
La mise en forme du texte ne suit pas les recommandations de Wikipédia : il faut le « wikifier ».
Les points d'amélioration suivants sont les cas les plus fréquents :
- Les titres sont pré-formatés par le logiciel. Ils ne sont ni en capitales, ni en gras.
- Le texte ne doit pas être écrit en capitales (les noms de famille non plus), ni en gras, ni en italique, ni en « petit »…
- Le gras n'est utilisé que pour surligner le titre de l'article dans l'introduction, une seule fois.
- L'italique est rarement utilisé : mots en langue étrangère, titres d'œuvres, noms de bateaux, etc.
- Les citations ne sont pas en italique mais en corps de texte normal. Elles sont entourées par des guillemets français : « et ».
- Les listes à puces sont à éviter, des paragraphes rédigés étant largement préférés. Les tableaux sont à réserver à la présentation de données structurées (résultats, etc.).
- Les appels de note de bas de page (petits chiffres en exposant, introduits par l'outil «  Source ») sont à placer entre la fin de phrase et le point final[comme ça].
- Les liens internes (vers d'autres articles de Wikipédia) sont à choisir avec parcimonie. Créez des liens vers des articles approfondissant le sujet. Les termes génériques sans rapport avec le sujet sont à éviter, ainsi que les répétitions de liens vers un même terme.
- Les liens externes sont à placer uniquement dans une section « Liens externes », à la fin de l'article. Ces liens sont à choisir avec parcimonie suivant les règles définies. Si un lien sert de source à l'article, son insertion dans le texte est à faire par les notes de bas de page.
- La présentation des références doit suivre les conventions bibliographiques. Il est recommandé d'utiliser les modèles {{Ouvrage}}, {{Chapitre}}, {{Article}}, {{Lien web}} et/ou {{Bibliographie}}. Le mode d'édition visuel peut mettre en forme automatiquement les références.
- Insérer une infobox (cadre d'informations à droite) n'est pas obligatoire pour parachever la mise en page.

Pour une aide détaillée, merci de consulter Aide:Wikification.
Si vous pensez que ces points ont été résolus, vous pouvez retirer ce bandeau et améliorer la mise en forme d'un autre article.
Le 14e district congressionnel de Californie est un district de l'État américain de Californie. Eric Swalwell, un Démocrate, représente le district depuis janvier 2023.
Depuis les élections à la Chambre des Représentants des États-Unis de 2022, le 14e district se trouve dans le Comté d'Alameda et comprend les villes de Hayward, Pleasanton, Livermore, Union City, Castro Valley et des parties de Dublin et Fremont. Immédiatement avant cela, le district comprenait la majeure partie du Comté de San Mateo et le côté sud-ouest de San Francisco.

## Géographie
| # | Comté   | Siège   | Population |
| - | ------- | ------- | ---------- |
| 1 | Alameda | Oakland | 1 648 556  |

En raison du redécoupage de 2020, le 14e district de Californie a été déplacé géographiquement vers East Bay. Il englobe la majeure partie du Comté d'Alameda, à l'exception de la région d'Oakland et de la région de Tri-City, qui relèvent respectivement du 12e et du 17e district. Ce district et le 12e sont divisés par Grant Ave, Union Pacific, Lewelling Blvd, Wicks Blvd, Manor Blvd, Juniper St, Dayton Ave, Padre Ave, Fargo Ave, Edgemoor St, Trojan Ave, Beatty St, Fleming St, Highway 880, Floresta Blvd, Halcyon Dr, Hesperian Blvd, Thornally Dr, Highway 185, 150th Ave, Highway 580, Benedict Dr, San Leandro Creek et le parc régional du lac Chabot. Ce district et le 17e sont divisés par le parc régional de Mission Peak, Witherly Ln, Mission Blvd, Washington Blvd, Farallon Cmn, Paseo Padre Parkway, Grimmer Blvd, Blacow Rd, Omar St, Butano Park Dr, Farina Ln, Nimitz Freeway, Highway 84. Le 14e district englobe le côté nord de la ville de Fremont, le partie ouest de la ville de Dublin, parties de San Leandro, villes de Hayward, Livermore, Pleasanton et Union City ainsi que les census-designated places d'Ashland, San Lorenzo, Cherryland, Fairview, Castro Valley et Sunol.

### Villes et census-designated places de 10 000 personnes ou plus
- Fremont - 230 504
- Hayward - 162 954
- San Leandro - 91 008
- Livermore - 87 955
- Pleasanton - 79 871
- Dublin - 72 589
- Union City - 70 143
- Castro Valley - 66 441
- San Lorenzo - 29 581
- Ashland - 23 823
- Cherryland - 15 808
- Fairview - 11 341

## Historique de vote
| Année | Poste      | Résultats                       |
| ----- | ---------- | ------------------------------- |
| 1992  | Président  | Clinton 53,5 % - 26,7 %         |
| 1992  | Sénateur   | Feinstein 65,9 %- 29,1 %        |
| 1992  | Sénateur   | Boxer 59,5 % - 32,2 %           |
| 1994  | Gouverneur | Brown (en) 49,1 % - 46,8 %      |
| 1994  | Sénateur   | Feinstein 63,3 % - 30,5 %       |
| 1996  | Président  | Clinton 57,8 % - 30,8 %         |
| 1998  | Gouverneur | Davis 65,8 % - 30,3 %           |
| 1998  | Sénateur   | Boxer 60,8 %- 36,0 %            |
| 2000  | Président  | Gore 62,2 % - 32,2 %            |
| 2000  | Sénateur   | Feinstein 60,8 % - 33,2 %       |
| 2002  | Gouverneur | Davis 54,9 % - 38,3 %           |
| 2003  | Recall,    | Non 61,9 % - 38,1 %             |
| 2003  | Recall,    | Bustamante (en) 43,1 % - 36,4 % |
| 2004  | Président  | Kerry 67,6 % - 28,6 %           |
| 2004  | Sénateur   | Boxer 68,3 % - 27,5 %           |
| 2006  | Gouverneur | Schwarzenegger 50,9 % - 42,7 %  |
| 2006  | Sénateur   | Feinstein 72,2 % - 22,1 %       |
| 2008  | Président  | Barack Obama 73,1 % - 24,9 %    |
| 2010  | Gouverneur | Brown 63,9 % - 32,7 %           |
| 2010  | Sénateur   | Boxer 65,5 % - 30,3 %           |
| 2012  | Gouverneur | Obama 74,2 % - 23,6 %           |
| 2012  | Sénateur   | Feinstein 79,3 % - 20,7 %       |
| 2014  | Gouverneur | Brown 77.5 % - 22,5 %           |
| 2016  | Président  | Clinton 76,9 % - 18,2 %         |
| 2016  | Sénateur   | Harris 70,9 % - 29,1 %          |
| 2018  | Gouverneur | Newsom 76,0 % - 24,0 %          |
| 2018  | Sénateur   | Feinstein 63,5 % - 36,5 %       |
| 2020  | Président  | Biden 77,7 % - 20,5 %           |
| 2021  | Rappel     | Non 78,1 % - 21,9 %             |
| 2022  | Gouverneur | Newsom 68,3 % - 31,7 %          |
| 2022  | Sénateur   | Padilla 69,6 % - 30,4 %         |

## Liste des Représentants du district
| Membre                        | Parti       | Année                             | Congrès     | Histoire électorale | Zone géographique                                                                                 |
| ----------------------------- | ----------- | --------------------------------- | ----------- | --- | ------------------------------------------------------------------------------------------------- |
| District créée le 4 mars 1933 |             |                                   |             | |                                                                                                   |
| Thomas F. Ford (en)           | Démocrate   | 4 mars 1933 - 3 janvier 1945      | 73e - 78e   | Élu en 1932. Réélu en 1934. Réélu en 1936. Réélu en 1938. Réélu en 1940. Réélu en 1942. Retrait.                                                                                                | 1933 – 1953 Los Angeles                                                                           |
| Helen Gahagan Douglas         | Démocrate   | 3 janvier 1945 - 3 janvier 1951   | 79e - 81e   | Élu en 1944. Réélue en 1946. Réélue en 1948. Retrait pour se présenter comme Sénatrice des États-Unis.                                                                                          | 1933 – 1953 Los Angeles                                                                           |
| Sam Yorty                     | Démocrate   | 3 janvier 1951 - 3 janvier 1953   | 82e         | Élu en 1950. Redécoupage vers le 26e district. | 1933 – 1953 Los Angeles                                                                           |
| Harlan Hagen                  | Démocrate   | 3 janvier 1953 - 3 janvier 1963   | 83e - 87e   | Élu en 1952. Réélu en 1954. Réélu en 1956. Réélu en 1958. Réélu en 1960. Redécoupage vers le 18e district.                                                                                      | 1953 – 1963 Kern, Kings, Tulare                                                                   |
| John F. Baldwin Jr. (en)      | Républicain | 3 janvier 1963 - 9 mars 1966      | 88e , 89e   | Redécoupage depuis le 6e district et réélu en 1962. Réélu en 1964. Décès. | 1963 – 1975 Contra Costa                                                                          |
| Vacant                        | Vacant      | 9 mars 1966 - 7 juin 1966         | 89e         | | 1963 – 1975 Contra Costa                                                                          |
| Jérome Waldie (en)            | Démocrate   | 7 juin 1966 - 3 janvier 1975      | 89e - 93e   | Élu pour terminer le mandat de Baldwin. Réélu en 1966. Réélu en 1968. Réélu en 1970. Réélu en 1972. Retrait pour se présenter comme Gouverneur de Californie.                                   | 1963 – 1975 Contra Costa                                                                          |
| John J. McFall (en)           | Démocrate   | 3 janvier 1975 - 31 décembre 1978 | {{94e , 95e | Redécoupage depuis le 15e district et réélu en 1974. Réélu en 1976. Perds sa réélection et démissionne.                                                                                         | 1975 – 1983 Alameda, Amador, Calaveras, El Dorado, Mono, San Joaquin, Stanislaus, Tuolumne        |
| Vacant                        | Vacant      | 31 décembre 1978 - 3 janvier 1979 | 95e         | | 1975 – 1983 Alameda, Amador, Calaveras, El Dorado, Mono, San Joaquin, Stanislaus, Tuolumne        |
| Norman D. Shumway (en)        | Républicain | 3 janvier 1979 - 3 janvier 1991   | 96e - 101e  | Élu en 1978. Réélu en 1980. Réélu en 1982. Réélu en 1984. Réélu en 1986. Réélu en 1988. Retrait.                                                                                                | 1975 – 1983 Alameda, Amador, Calaveras, El Dorado, Mono, San Joaquin, Stanislaus, Tuolumne        |
| Norman D. Shumway (en)        | Républicain | 3 janvier 1979 - 3 janvier 1991   | 96e - 101e  | Élu en 1978. Réélu en 1980. Réélu en 1982. Réélu en 1984. Réélu en 1986. Réélu en 1988. Retrait.                                                                                                | 1983 – 1993 Alpine, Amador, El Dorado, Lassen, Modoc, Nevada, Placer, Plumas, San Joaquin, Sierra |
| John Doolitlle (en)           | Républicain | 3 janvier 1991 - 3 janvier 1993   | 102e        | Élu en 1990. Redécoupage vers le 4e district. |                                                                                                   |
| Anna Eshoo                    | Démocrate   | 3 janvier 1993 - 3 janvier 2013   | 103e - 112e | Élue en 1992. Réélue en 1994. Réélue en 1996. Réélue en 1998. Réélue en 2000. Réélue en 2002. Réélue en 2004. Réélue en 2006. Réélue en 2008. Réélue en 2010. Redécoupage vers le 18e district. | 1993 – 2003 San Mateo, Santa Clara (partie Nord-Ouest)                                            |
| Anna Eshoo                    | Démocrate   | 3 janvier 1993 - 3 janvier 2013   | 103e - 112e | Élue en 1992. Réélue en 1994. Réélue en 1996. Réélue en 1998. Réélue en 2000. Réélue en 2002. Réélue en 2004. Réélue en 2006. Réélue en 2008. Réélue en 2010. Redécoupage vers le 18e district. | 2003 – 2013 San Mateo (partie Sud), Santa Clara (partie Nord-Ouest)                               |
| Jackie Speier                 | Démocrate   | 3 janvier 2013 - 3 janvier 2023   | 113e - 117e | Redécoupage depuis le 12e district et réélue en 2012. Réélue en 2014. Réélue en 2016. Réélue en 2018. Réélue en 2020. Redécoupage vers le 15e district et retrait.                              | 2013 – 2023 San Mateo, San Francisco (partie Sud-Ouest)                                           |
| Eric Swalwell                 | Démocrate   | 3 janvier 2023 - en cours         | 118e - 119e | Redécoupage depuis le 15e district et réélu en 2022. Réélu en 2024. | 2023–en cours Parts du comté d'Alameda                                                            |

## Résultats des récentes élections
Voici les résultats des dix précédents cycles électoraux dans le district.

### 2004
| Élection de 2004 du 14e district congressionnel de Californie | Élection de 2004 du 14e district congressionnel de Californie | Élection de 2004 du 14e district congressionnel de Californie | Élection de 2004 du 14e district congressionnel de Californie | Élection de 2004 du 14e district congressionnel de Californie |
| ------------------------------------------------------------- | ------------------------------------------------------------- | ------------------------------------------------------------- | ------------------------------------------------------------- | ------------------------------------------------------------- |
| Parti                                                         | Parti                                                         | Candidat                                                      | Votes                                                         | %                                                             |
|                                                               | Démocrate                                                     | Anna Eshoo (sortante)                                         | 182 712                                                       | 69,8                                                          |
|                                                               | Républicain                                                   | Chris Haugen                                                  | 69 564                                                        | 26,6                                                          |
|                                                               | Libertarien                                                   | Brian Holtz                                                   | 9588                                                          | 3,6                                                           |
|                                                               | Indépendant                                                   | Dennis Mitrzyk (write-in)                                     | 24                                                            | 0,0                                                           |
| Total des votes                                               | Total des votes                                               | Total des votes                                               | 262 088                                                       | 100%                                                          |
|                                                               | Les Démocrates conservent                                     |                                                               |                                                               |                                                               |

### 2006
| Élection de 2006 du 14e district congressionnel de Californie | Élection de 2006 du 14e district congressionnel de Californie | Élection de 2006 du 14e district congressionnel de Californie | Élection de 2006 du 14e district congressionnel de Californie | Élection de 2006 du 14e district congressionnel de Californie |
| ------------------------------------------------------------- | ------------------------------------------------------------- | ------------------------------------------------------------- | ------------------------------------------------------------- | ------------------------------------------------------------- |
| Parti                                                         | Parti                                                         | Candidat                                                      | Votes                                                         | %                                                             |
|                                                               | Démocrate                                                     | Anna Eshoo (sortante)                                         | 141 153                                                       | 71,1                                                          |
|                                                               | Républicain                                                   | Rob Smith                                                     | 48 097                                                        | 24,3                                                          |
|                                                               | Libertarien                                                   | Brian Holtz                                                   | 4692                                                          | 2,3                                                           |
|                                                               | Vert                                                          | Carol Brouillet                                               | 4633                                                          | 2,3                                                           |
| Total des votes                                               | Total des votes                                               | Total des votes                                               | 171 678                                                       | 100%                                                          |
|                                                               | Les Démocrates conservent                                     |                                                               |                                                               |                                                               |

### 2008
| Élection de 2008 du 14e district congressionnel de Californie | Élection de 2008 du 14e district congressionnel de Californie | Élection de 2008 du 14e district congressionnel de Californie | Élection de 2008 du 14e district congressionnel de Californie | Élection de 2008 du 14e district congressionnel de Californie |
| ------------------------------------------------------------- | ------------------------------------------------------------- | ------------------------------------------------------------- | ------------------------------------------------------------- | ------------------------------------------------------------- |
| Parti                                                         | Parti                                                         | Candidat                                                      | Votes                                                         | %                                                             |
|                                                               | Démocrate                                                     | Anna Eshoo (sortante)                                         | 141 623                                                       | 70,1                                                          |
|                                                               | Républicain                                                   | Ronny Santana                                                 | 44 902                                                        | 22,2                                                          |
|                                                               | Libertarien                                                   | Brian Holtz                                                   | 8670                                                          | 4,2                                                           |
|                                                               | Vert                                                          | Carol Brouillet                                               | 7090                                                          | 3,5                                                           |
| Total des votes                                               | Total des votes                                               | Total des votes                                               | 202 285                                                       | 100%                                                          |
|                                                               | Les Démocrates conservent                                     |                                                               |                                                               |                                                               |

### 2010
| Élection de 2010 du 14e district congressionnel de Californie | Élection de 2010 du 14e district congressionnel de Californie | Élection de 2010 du 14e district congressionnel de Californie | Élection de 2010 du 14e district congressionnel de Californie | Élection de 2010 du 14e district congressionnel de Californie |
| ------------------------------------------------------------- | ------------------------------------------------------------- | ------------------------------------------------------------- | ------------------------------------------------------------- | ------------------------------------------------------------- |
| Parti                                                         | Parti                                                         | Candidat                                                      | Votes                                                         | %                                                             |
|                                                               | Démocrate                                                     | Anna Eshoo (sortante)                                         | 151 217                                                       | 69,1                                                          |
|                                                               | Républicain                                                   | Dave Chapman                                                  | 60 917                                                        | 27,8                                                          |
|                                                               | Libertarien                                                   | Paul Lazaga                                                   | 6735                                                          | 3,1                                                           |
| Total des votes                                               | Total des votes                                               | Total des votes                                               | 218 869                                                       | 100%                                                          |
|                                                               | Les Démocrates conservent                                     |                                                               |                                                               |                                                               |

### 2012
| Élection de 2012 du 14e district congressionnel de Californie | Élection de 2012 du 14e district congressionnel de Californie | Élection de 2012 du 14e district congressionnel de Californie | Élection de 2012 du 14e district congressionnel de Californie | Élection de 2012 du 14e district congressionnel de Californie |
| ------------------------------------------------------------- | ------------------------------------------------------------- | ------------------------------------------------------------- | ------------------------------------------------------------- | ------------------------------------------------------------- |
| Parti                                                         | Parti                                                         | Candidat                                                      | Votes                                                         | %                                                             |
|                                                               | Démocrate                                                     | Jackie Speier                                                 | 203 828                                                       | 79,0                                                          |
|                                                               | Républicain                                                   | Deborah "Debbie" Baciagalupi                                  | 54 455                                                        | 21,0                                                          |
| Total des votes                                               | Total des votes                                               | Total des votes                                               | 171 678                                                       | 100%                                                          |
|                                                               | Les Démocrates conservent                                     |                                                               |                                                               |                                                               |

### 2014
| Élection de 2014 du 14e district congressionnel de Californie | Élection de 2014 du 14e district congressionnel de Californie | Élection de 2014 du 14e district congressionnel de Californie | Élection de 2014 du 14e district congressionnel de Californie | Élection de 2014 du 14e district congressionnel de Californie |
| ------------------------------------------------------------- | ------------------------------------------------------------- | ------------------------------------------------------------- | ------------------------------------------------------------- | ------------------------------------------------------------- |
| Parti                                                         | Parti                                                         | Candidat                                                      | Votes                                                         | %                                                             |
|                                                               | Démocrate                                                     | Jackie Speier (sortante)                                      | 203 828                                                       | 79,0                                                          |
|                                                               | Républicain                                                   | Robin Chew                                                    | 34 757                                                        | 23,0                                                          |
| Total des votes                                               | Total des votes                                               | Total des votes                                               | 149 146                                                       | 100%                                                          |
|                                                               | Les Démocrates conservent                                     |                                                               |                                                               |                                                               |

### 2016
| Élection de 2014 du 14e district congressionnel de Californie | Élection de 2014 du 14e district congressionnel de Californie | Élection de 2014 du 14e district congressionnel de Californie | Élection de 2014 du 14e district congressionnel de Californie | Élection de 2014 du 14e district congressionnel de Californie |
| ------------------------------------------------------------- | ------------------------------------------------------------- | ------------------------------------------------------------- | ------------------------------------------------------------- | ------------------------------------------------------------- |
| Parti                                                         | Parti                                                         | Candidat                                                      | Votes                                                         | %                                                             |
|                                                               | Démocrate                                                     | Jackie Speier (sortante)                                      | 231 630                                                       | 81,0                                                          |
|                                                               | Républicain                                                   | Angel Cardenas                                                | 54 817                                                        | 19,0                                                          |
| Total des votes                                               | Total des votes                                               | Total des votes                                               | 286 447                                                       | 100%                                                          |
|                                                               | Les Démocrates conservent                                     |                                                               |                                                               |                                                               |

### 2018
| Élection de 2018 du 14e district congressionnel de Californie | Élection de 2018 du 14e district congressionnel de Californie | Élection de 2018 du 14e district congressionnel de Californie | Élection de 2018 du 14e district congressionnel de Californie | Élection de 2018 du 14e district congressionnel de Californie |
| ------------------------------------------------------------- | ------------------------------------------------------------- | ------------------------------------------------------------- | ------------------------------------------------------------- | ------------------------------------------------------------- |
| Parti                                                         | Parti                                                         | Candidat                                                      | Votes                                                         | %                                                             |
|                                                               | Démocrate                                                     | Jackie Speier (sortante)                                      | 211 384                                                       | 79,0                                                          |
|                                                               | Républicain                                                   | Christina Osmeña                                              | 55 439                                                        | 20,0                                                          |
| Total des votes                                               | Total des votes                                               | Total des votes                                               | 266 823                                                       | 100%                                                          |
|                                                               | Les Démocrates conservent                                     |                                                               |                                                               |                                                               |

### 2020
| Élection de 2020 du 14e district congressionnel de Californie | Élection de 2020 du 14e district congressionnel de Californie | Élection de 2020 du 14e district congressionnel de Californie | Élection de 2020 du 14e district congressionnel de Californie | Élection de 2020 du 14e district congressionnel de Californie |
| ------------------------------------------------------------- | ------------------------------------------------------------- | ------------------------------------------------------------- | ------------------------------------------------------------- | ------------------------------------------------------------- |
| Parti                                                         | Parti                                                         | Candidat                                                      | Votes                                                         | %                                                             |
|                                                               | Démocrate                                                     | Jackie Speier (sortante)                                      | 278 227                                                       | 79,3                                                          |
|                                                               | Républicain                                                   | Ran Petel                                                     | 72 684                                                        | 20,7                                                          |
| Total des votes                                               | Total des votes                                               | Total des votes                                               | 350 911                                                       | 100%                                                          |
|                                                               | Les Démocrates conservent                                     |                                                               |                                                               |                                                               |

### 2022
La Californie a tenu sa Primaire Jungle le 7 juin 2022, selon ce système de Primaire, tous les candidats sont sur le même bulletin de vote, et les deux arrivés en tête s'affronteront le jour de l'Élection Générale, à savoir le 8 novembre
| Primaire Jungle 2022 du 14e district congressionnel de Californie | Primaire Jungle 2022 du 14e district congressionnel de Californie | Primaire Jungle 2022 du 14e district congressionnel de Californie | Primaire Jungle 2022 du 14e district congressionnel de Californie | Primaire Jungle 2022 du 14e district congressionnel de Californie |
| ----------------------------------------------------------------- | ----------------------------------------------------------------- | ----------------------------------------------------------------- | ----------------------------------------------------------------- | ----------------------------------------------------------------- |
| Parti                                                             | Parti                                                             | Candidat                                                          | Votes                                                             | %                                                                 |
|                                                                   | Démocrate                                                         | Eric Swalwell (sortant)                                           | 77 120                                                            | 63,6                                                              |
|                                                                   | Républicain                                                       | Alison Hayden                                                     | 12 503                                                            | 10,3                                                              |
|                                                                   | Républicain                                                       | Tom Wong                                                          | 11 406                                                            | 9,4                                                               |
|                                                                   | Républicain                                                       | Steve Iyer                                                        | 10 829                                                            | 8,9                                                               |
|                                                                   | Démocrate                                                         | James Peters                                                      | 6216                                                              | 5,1                                                               |
|                                                                   | Indépendant                                                       | Major Singh                                                       | 2495                                                              | 2,1                                                               |
|                                                                   | Indépendant                                                       | Liam Miguel Simard                                                | 657                                                               | 0,5                                                               |

| Élection de 2022 du 14e district congressionnel de Californie | Élection de 2022 du 14e district congressionnel de Californie | Élection de 2022 du 14e district congressionnel de Californie | Élection de 2022 du 14e district congressionnel de Californie | Élection de 2022 du 14e district congressionnel de Californie |
| ------------------------------------------------------------- | ------------------------------------------------------------- | ------------------------------------------------------------- | ------------------------------------------------------------- | ------------------------------------------------------------- |
| Parti                                                         | Parti                                                         | Candidat                                                      | Votes                                                         | %                                                             |
|                                                               | Démocrate                                                     | Eric Swalwell (sortant)                                       | 137 612                                                       | 69,3                                                          |
|                                                               | Républicain                                                   | Alison Hayden                                                 | 60 852                                                        | 30,7                                                          |
| Total des votes                                               | Total des votes                                               | Total des votes                                               | 198 464                                                       | 100 %                                                         |
|                                                               | Les Démocrates conservent                                     |                                                               |                                                               |                                                               |

## Frontières historique du district

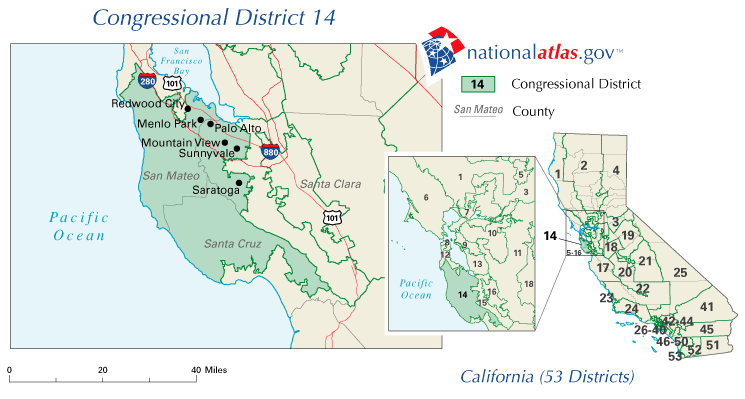
2003 - 2013

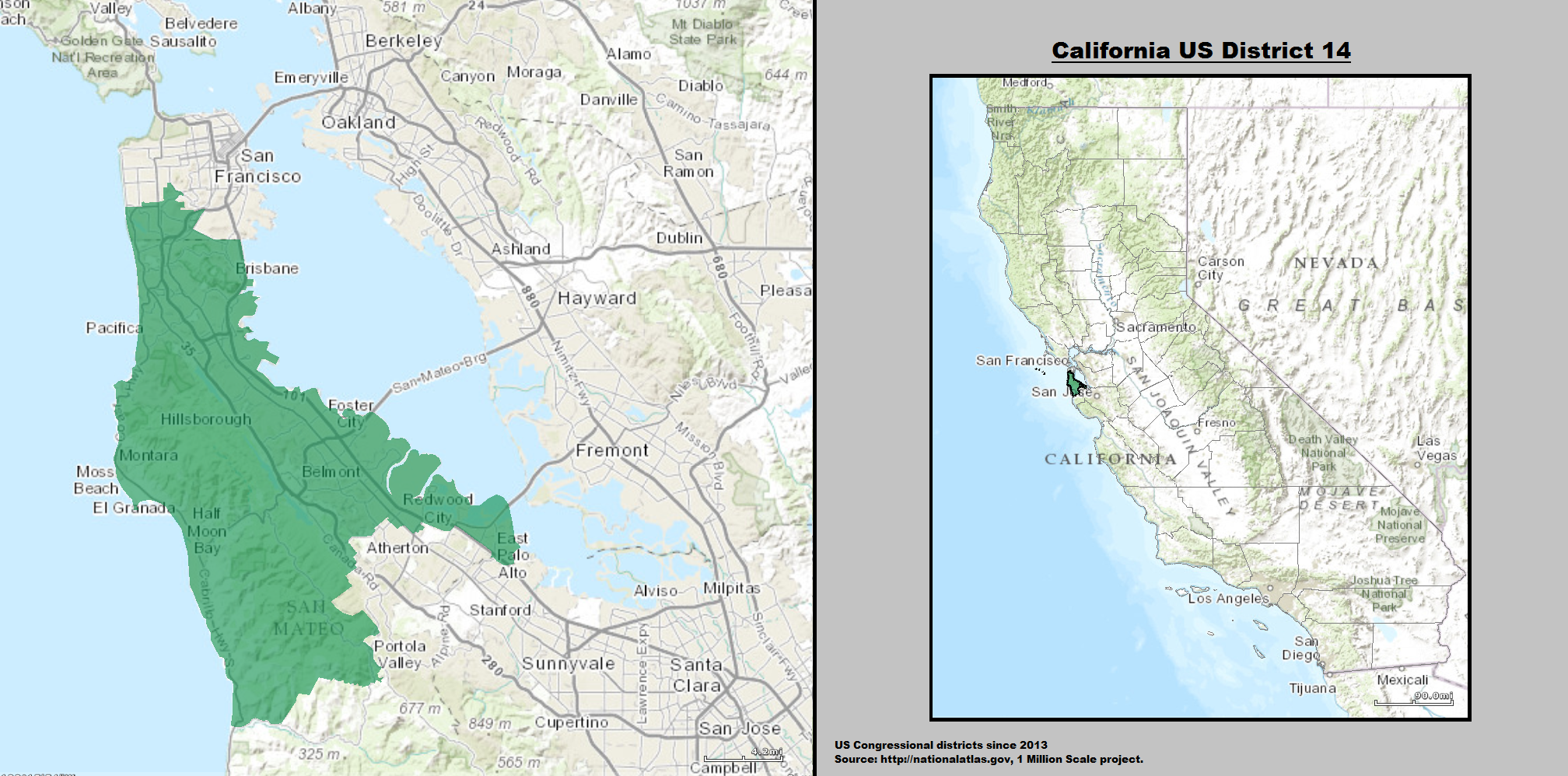
2013 - 2023

### 2024
La Californie a tenu sa Primaire Jungle le 5 mars 2024, selon ce système de Primaire, tous les candidats sont sur le même bulletin de vote, et les deux arrivés en tête s'affronteront le jour de l'Élection Générale, à savoir le 5 novembre 2024.
| Primaire Jungle 2024 du 14e district congressionnel de Californie | Primaire Jungle 2024 du 14e district congressionnel de Californie | Primaire Jungle 2024 du 14e district congressionnel de Californie | Primaire Jungle 2024 du 14e district congressionnel de Californie | Primaire Jungle 2024 du 14e district congressionnel de Californie |
| ----------------------------------------------------------------- | ----------------------------------------------------------------- | ----------------------------------------------------------------- | ----------------------------------------------------------------- | ----------------------------------------------------------------- |
| Parti                                                             | Parti                                                             | Candidat                                                          | Votes                                                             | %                                                                 |
|                                                                   | Démocrate                                                         | Eric Swalwell (sortant)                                           | 84 075                                                            | 66,7                                                              |
|                                                                   | Républicain                                                       | Vin Kruttiventi                                                   | 22 134                                                            | 17,6                                                              |
|                                                                   | Républicain                                                       | Alison Hayden                                                     | 11 948                                                            | 9,5                                                               |
|                                                                   | Républicain                                                       | Luis Reynoso                                                      | 7812                                                              | 6,2                                                               |

| Élection de 2024 du 14e district congressionnel de Californie | Élection de 2024 du 14e district congressionnel de Californie | Élection de 2024 du 14e district congressionnel de Californie | Élection de 2024 du 14e district congressionnel de Californie | Élection de 2024 du 14e district congressionnel de Californie |
| ------------------------------------------------------------- | ------------------------------------------------------------- | ------------------------------------------------------------- | ------------------------------------------------------------- | ------------------------------------------------------------- |
| Parti                                                         | Parti                                                         | Candidat                                                      | Votes                                                         | %                                                             |
|                                                               | Démocrate                                                     | Eric Swalwell (sortant)                                       | 187 263                                                       | 67,8                                                          |
|                                                               | Républicain                                                   | Vin Kruttiventi                                               | 89 125                                                        | 32,2                                                          |
| Total des votes                                               | Total des votes                                               | Total des votes                                               | 276 388                                                       | 100 %                                                         |
|                                                               | Les Démocrates conservent                                     |                                                               |                                                               |                                                               |